# Дејмијен Даф
Дејмијен Ентони Даф енгл. Damien Anthony Duff (рођен 2. марта 1979. у Белибодену, Ирска) бивши је ирски фудбалер.

## Каријера
Даф је дебитовао за Блекберн роверс када му је било 18 година, у последњем колу сезоне 1996/97. напротив Лестер ситија. У наредној сезони је чешће добијао шансу и четири пута се уписао у стрелце, али је Блекберн и поред тога испао из Премијер лиге. У Премијер лигу су се вратили 2001. године, а већ наредне сезоне су освојили Лига Куп. Током Светског првенства 2002. продужио је уговор са Блекберном на још четири сезоне.
У Челси је прешао јула 2003. године, уз обештећење од 18 милиона фунти. Због повреде је пропустио други део сезоне, укључујући и полуфинале Лиге шампиона. Наредне сезоне доласком новог тренера Жозеа Муриња и Холанђанина Арјена Робена, Даф је изгубио место у стартној постави. Након повреде Робена, Даф је био једино расположиво крило. И поред тога Мурињо му није често указивао шансу јер је форсирао напад кроз средину, за јаким везним редом, без класичног крила. Тек након што се Робен опоравио од повреде, Мурињо је почео да игра са два крила али је Дафа пребацио на десну страну и поред тога што је до тада увек играо на левом крилу. Он је до краја сезоне играо у доброј форми, на новој позицији и постигао је десет голова, међу којима и гол против Барселоне у победи Челсија од 4-2 у Лиги шампиона. Те сезоне је Челси освојио првенство и Лига Куп, а Даф је био стрелац победоносног гола у полуфиналу, против Манчестер јунајтеда.
У Њукасл јунајтед је прешао јула 2006. уз обештећење од 5 милона фунти. Потписао је тада петогодишњи уговор. За Њукасл је дебитовао у утакмици квалификација за Купа УЕФА против летонског Вентспилса. Први гол је постигао против Вест Хем јунајтеда на гостовању, у победи свог тима од 2-0. У последњој утакмици сезоне 2008/09. против Астон Виле постигао је ауто гол, којим је Њукасл испао из Премијер лиге. Желео је да остане и помогне тиму да се што пре врати у Премијер лигу. У првом колу сезоне 2009/10 био је стрелац гола против Вест Бромвич албиона.
Одмах након те утакмице је прешао у Фулам на инсистирање Роја Хоџсона тренера Фулама који је Дафа тренирао у Блекберн роверсу. Прву утакмицу у дресу Фулама је одиграо у утакмици квалификација за Лигу Европе против руског Амкар Перма.

## Репрезентација
- За сениорску репрезентацију Ирске је одиграо 75 утакмице и постигао је 7 голова, (1998- )

Са младом репрезентацијом Ирске је учествовао на два Светска првенства, 1997. и 1999.
За сениорску репрезентацију Ирске је дебитовао 1998. на утакмици против Чешке. Учествовао је на Светском првенству 2002. и на њему је наступио на свакој утакмици своје репрезентације. На мечу против Саудијске Арабије уписао се у стрелце.

## Трофеји

#### Блекберн роверс
- Лига Куп 1
  - 2002.

#### Челси
- Премијер лига 2
  - 2005, 2006.
- Лига Куп 1
  - 2005.
- ФА Комјунити Шилд 1
  - 2005.

#### Њукасл јунајтед
- Интертото куп 1
  - 2006.

#### Појединачни
- УЕФА тим године 1
  - 2002.